# دجل
الدجل أو الغش الصحي هو تقديم ممارسات طبية مزورة أو جاهلة. والدجال هو الممارس لهذا النوع من الممارسات الطبية أو الشخص الذي يدعي امتلاك المهارة والمعرفة أو المؤهلات التي تمكنه من ممارسة الطب وهو لا يمتلكها.
وتشمل العناصر المشتركة للدجل التشخيصات المزيفة باستخدام اختبارات تشخيصية غير موثوقة، وكذلك العلاجات البديلة خصوصا لأمراض خطيرة مثل السرطان. الغش الصحي مصطلح يستخدم كمرادف للدجل، ولكن مصطلح الدجل يعبر عن ممارسات أكثر عدوانية.

## التعريف
يُعرِّف ستيفن باريت من كواكواتش الدجل بأنه «ترويج لأساليب غير مؤكدة تفتقر إلى أساس منطقي معقول علميًا» وبصورة أوسع على النحو التالي:
«أي شيء ينطوي على ترويج مبالغ به في مجال الصحة». يشمل هذا التعريف الأفكار والمنتجات والخدمات المشكوك فيها، بصرف النظر عن صدق المروجين. يُحتفظ بكلمة «احتيال» لحالات الخداع المتعمد، تماشيًا مع هذا التعريف.
إضافةً إلى المشكلات الأخلاقية المتعلقة بالمزايا الواعدة التي لا يمكن توقع حدوثها بصورة معقولة، يشمل الدجل أيضًا خطر تخلي المرضى عن العلاجات التي يُرجح أن تساعدهم، لصالح العلاجات غير الفعالة التي يقدمها «الدجال».
اقترح بول أوفيت أربع طرق يصبح فيها الطب البديل «دجلًا»:
1. «التوصية ضد العلاجات التقليدية المفيدة».
2. «الترويج للعلاجات التي قد تكون ضارة دون تقديم التحذيرات الكافية».
3. «إفلاس المرضى وإفراغ حساباتهم المصرفية...».
4. «تعزيز التفكير السحري...».

نظرًا إلى صعوبة التمييز بين أولئك الذين يروجون قصدًا للعلاجات الطبية غير المثبتة وأولئك الذين يخطئون في فعاليتها، حكمت محاكم الولايات المتحدة في قضايا التشهير بأن اتهام شخص ما بالدجل أو وصف طبيب ما بأنه دجال لا يعادل اتهام ذلك الشخص بارتكاب الاحتيال الطبي. حتى يتحقق الدجل والاحتيال في الوقت نفسه، يجب أن يعرف الدجال أنه يحرف فوائد الخدمات الطبية المقدمة ومخاطرها (مثل الترويج لمنتج غير فعال يعتقدون بصدق أنه فعال).

## الدجال
شهد التاريخ البشري الترويج لأدوية وعلاجات غير مثبتة، وغير فعالة عادةً، وخطيرة أحيانًا. قُدمت عروض مسرحية أحيانًا لتعزيز مصداقية الأدوية المزعومة. طُرحت ادعاءات فاخرة لما ربما كانت مواد متواضعة بالفعل: فمثلًا، أُعلن في منتصف القرن التاسع عشر عن ريفالنتا أرابيكا وقيل إنه يتمتع بخصائص إصلاحية خارقة عند اعتماده نظامًا غذائيًا تجريبيًا للمعاقين. رغم اسمه المثير للإعجاب والكثير من المديح، إلا أنه تألف حقيقةً من دقيق العدس العادي فقط، الذي بيع إلى الساذجين في كثير من الأحيان بسعر التكلفة الحقيقية لهذا الدواء المزعوم.
حتى إن لم توجد نية للاحتيال، لا تحتوي علاجات الدجالين أي مكونات فعالة غالبًا. احتوت بعض العلاجات مواد مثل الأفيون والكحول والعسل، التي من شأنها تخفيف الأعراض دون امتلاكها خصائص علاجية. ربما اتسم بعضها أيضًا بصفات إدمانية لإغراء المشتري للعودة وشراء المزيد. شملت العلاجات الفعالة القليلة التي يبيعها الدجالون المقيئات والملينات ومدرات البول. تملك بعض المكونات تأثيرات طبية، مثل الزئبق والفضة ومركبات الزرنيخ التي ربما ساعدت على علاج بعض حالات العدوى والإصابات الطفيلية؛ يحتوي لحاء الصفصاف حمض الساليسيليك المرتبط كيميائيًا ارتباطًا وثيقًا بالأسبرين؛ كان الكينين الموجود في لحاء اليسوعيين علاجًا فعالًا للملاريا والحمى الأخرى. على أي حال، كانت المعرفة بالاستخدامات والجرعات المناسبة محدودة.

## انتقاد الدجل في الأوساط الأكاديمية
انتقد مجتمع الطب المسند بالأدلة تسلل الطب البديل إلى الطب الأكاديمي السائد وتعليمه ومنشوراته، متهمًا المؤسسات بأنها «حولت الوقت والمال والموارد الأخرى المخصصة للأبحاث عن سبل بحث مثمرة من أجل متابعة نظرية لا أساس لها في علم الأحياء»، صاغ آر. دبليو. دونل مصطلح «طب الدجل الأكاديمي» لوصف الاهتمام الذي توليه الأوساط الأكاديمية للطب البديل، وقال في إشارة إلى تقرير فلكسنر إن التعليم الطبي «يحتاج إلى تنظيف فلكسنري محكم».
انتقد ديفيد غورسكي براين إم. بيرمان، مؤسس مركز جامعة ميريلاند للطب التكاملي، لكتابته عن «وجود دليل على أن كلًا من الوخز بالإبر الحقيقي والوخز بالإبر الوهمي أكثر فعالية من عدم العلاج وأن الوخز بالإبر قد يمثل علاجًا مكملًا مفيدًا لأشكال العلاج التقليدي الأخرى لآلام أسفل الظهر». انتقد أيضًا المحررين والمراجعين الأقران في دورية نيو إنغلاند الطبية (New England Journal of Medicine) للسماح بنشرها، لأنها أوصت بتضليل المرضى عمدًا لتحقيق أثر غُفّل معروف.

## نبذة تاريخية في أوروبا والولايات المتحدة
مع ضعف فهم أسباب الأمراض وآلياتها، برزت للمرة الأولى «العلاجات» المسوَّقة على نطاق واسع (عكس العلاجات المنتجة والمستخدمة محليًا)، والتي أُشير إليها غالبًا باسم الأدوية المسجلة، وذلك في القرنين السابع عشر والثامن عشر في بريطانيا والمستعمرات البريطانية، بما فيها تلك الموجودة في أمريكا الشمالية. كان إكسير دافي وبلسم تورلنغتون من بين المنتجات الأولى التي اعتمدت على استخدام العلامات التجارية (مثل استخدام عبوات مميزة للغاية) والسوق الشامل لإنشاء الأسواق والحفاظ عليها. حدثت عملية مماثلة في بلدان أخرى من أوروبا في الفترة نفسها تقريبًا، مثل تسويق صانع العطور يوهان ماريا فارينا ومقلديه للكولونيا (Eau de Cologne) على أنها دواء علاجي. غالبًا ما احتوت الأدوية المسجلة على الكحول أو الأفيون الذي يجعل المتعاطين يشعرون بتحسن ويخطئون بتقدير فعالية المنتج، رغم أنه لا يعالج الأمراض التي بيع ليعالجها.
ازداد عدد أدوية الدجل التي سُوقت دوليًا في أواخر القرن الثامن عشر؛ ظهر معظمها في بريطانيا وصُدرت إلى جميع أنحاء الإمبراطورية البريطانية. بحلول عام 1830، أدرجت السجلات البرلمانية البريطانية أكثر من 1300 دواء مختلف «مسجل الملكية»، كان معظمها علاجات «دجل» حسب المعايير الحديثة.
تأسست منظمة هولندية تعارض الدجل في عام 1881، وحملت اسم جمعية مكافحة الدجل (بالهولندية: Vereniging tegen de Kwakzalverij) أو اختصارًا في تي دي كي، ما يجعلها أقدم منظمة من هذا النوع في العالم. أصدرت المنظمة الدورية الهولندية لمكافحة الدجل (بالهولندية: Nederlands Tijdschrift tegen de Kwakzalverij) منذ ذلك الحين. أدت المنظمة في سنواتها الأولى دورًا في تعزيز احترافية الطب، وأسهمت جهودها في الحوار العام بجعل هولندا إحدى أوائل الدول التي وضعت تنظيمًا حكوميًا خاصًا بالعقاقير والأدوية.
نشرت الجمعية الطبية البريطانية في عام 1909 ورقة بحثية حملت عنوان «العلاجات السرية، ماذا تكلف وماذا تحتوي»، في محاولة منها لوقف بيع أدوية الدجل. تألف هذا المنشور في الأصل من سلسلة مقالات نُشرت في المجلة الطبية البريطانية بين عامي 1904 و1909. تضمن المنشور عشرين فصلًا، نُظمت وفق أقسام مستندة إلى الأمراض التي تدعي الأدوية علاجها. جرى اختبار كل علاج بدقة، إذ ذكرت المقدمة: «لا يمكن الشك في دقة البيانات التحليلية؛ أُجريت الاستقصاءات بعناية كبيرة وبيد كيميائي تحليلي ماهر». نجح الكتاب بإنهاء بعض علاجات الدجل، لكن بعضها استمر عدة عقود تالية، مثل حبوب بيشام التي استمر بيعها حتى عام 1998، واحتوت وفقًا للجمعية الطبية البريطانية الصبار والزنجبيل والصابون فقط، علمًا أن صاحبها ادعى أنها تعالج 31 حالة طبية.
فقدت الأدوية المسجلة البريطانية هيمنتها في الولايات المتحدة عندما مُنعت من الوصول إلى أسواق المستعمرات الثلاث عشرة في فترة الثورة الأمريكية، وفقدت المزيد من الأسواق لنفس السبب خلال حرب عام 1812. بدأت العلامات التجارية «أمريكية الصنع» منذ أوائل القرن التاسع عشر بسد الفجوة، ووصلت إلى ذروتها في السنوات التي أعقبت الحرب الأهلية الأمريكية. لم تستعد الأدوية البريطانية أبدًا هيمنتها السابقة في أمريكا الشمالية، وعادة ما يُنظر إلى الحقبة اللاحقة للتسويق الشامل للأدوية المسجلة الأمريكية على أنها «العصر الذهبي» للدجل في الولايات المتحدة. انعكس هذا من طريق نمو مماثل في تسويق أدوية الدجل في أماكن أخرى من العالم.

## الوجود والتقبُّل
يوجد العديد من الحجج المطروحة التي توضح أسباب استحسان المرضى لفكرة الدجل بالرغم من افتقاده للفاعلية:
- الجهل

هؤلاء الذين يُمجِّدون مفهوم الشعوذة والدجل ربما يفعلون ذلك من باب استغلال ضعف الوعي لدى الأفراد بخصوص طرق العلاج التقليدية الشائعة، وذلك من خلال وضعهم أمام خدمات المعالجة البديلة والغير تقليدية، ومع ذلك قد يكونون هم أنفسهم جاهلين بشأن ادعاءاتهم الخاصة، وعلى الرغم من تَوَصُّل الممارسات الطبية المعتادة إلى العديد من التحسينات الإستثنائية والملفتة للنظر، فإن الأفراد قد يميلون أيضًا نحو تصديق المزاعم الغير مُبررة.
- تأثير الدواء الوهمي

يمكن أن يستمر تأثير الأدوية والعلاجات - المعروف أنها بلا فاعلية ملموسة -  في التأثير على منظور الأفراد تجاه طبيعة مرضهم؛ حيث يَمنح الإيمان بإيجابية المنظور - في بعض الأحيان - التأثير العلاجي المطلوب مُسببًا تحسن ملحوظ في صحة المريض، لكن هذا لا يعني بالتأكيد أنه لا يوجد علاج حقيقي للمرض البيولوجي. «لذلك يمكن لنا أن نصف أن تأثير الدواء المزيف يتم داخليًا في العقل نتيجة فقط لقوة الإيمان بالفكرة، والآن بات واضحًا أمامنا أنه يوجد أساس بيولوجي عصبي حقيقي لهذه الظاهرة.»
كما تؤكد إحصائيات الأفراد على أنَّ العلاج قد يُصاحبه تأثير واضح في تخفيف الألم أوتعزيز الرفاهية أو التحسُّن على المستوى الشخصي، حتى إنه يُساعد كليًا في التخفيف من حدة الأعراض الخاصة بكل مرض. وبالنسبة لبعض المرضى فإن وجود طبيب رعاية وصرف الدواء يُمثل سبب كافيًا للشفاء.
- مغالطة التراجع

نقص الوعي لدى الأفراد بأن الحالة الصحية يُمكن أن تتغير من حالة لأخرى بدون وجود أي علاج، ونتيجة لذلك يتم إسناد التغيير من حالة المرض إلي الصحة إلى علاج مُحدد.
- الانحياز التأكيدي

ويُسمى أيضًا بالانحياز الشخصي وهو عبارة عن الميل والتوجه إلى البحث عن المعلومات أو تفسيرها أو إعطاء الأولوية لها بطريقة تتوافق مع معتقدات الفرد أو فرضياته، حيث يُعتبر ذلك نوع من الانحياز المعرفي والخطأ المنهجي في التفكير الاستقرائي.
- التشكيك في العلاج التقليدي

لأسباب متعددة لا يثق الكثير من الناس في الطب التقليدي أو في شركات الأدوية الكبرى أو في المؤسسات التنظيمية مثل إدارة الغذاء والدواء بالأمم المتحدة. وفي هذا الصدد قد يُشكل الطب التكميلي والبديل - على سبيل المثال - استجابة [للتمييز] المتواجد في الظروف الطبية التقليدية وما ينتج عنه من انعدام الثقة.
- نظريات المؤامرة

غالبًا ما يُتهم نشطاء مكافحة الدجل والشعوذة «صائدي الدجالين» على نحو زائف بكونهم جزء من مؤامرة ضخمة؛ من أجل منع طرق العلاج «الغير التقليدية» و/أو «الطبيعية» فضلًا عن أولئك الذين يُروجون لهم. كما يُزعم أن هذه المؤامرة تتلقى الدعم والتمويل من خلال قطاع صناعة المستحضرات الصيدلانية ونظام الرعاية الطبية الحالي مُمثلًا في الجمعية الطبية الأميركية وإدارة الغذاء والدواء بالأمم المتحدة وجمعية طب الأسنان الأمريكية ومراكز السيطرة على الأمراض والوقاية منها ومنظمة الصحة العالمية وآخرون؛ وذلك من أجل تعزيز سلطتها وزيادة أرباحهم. وللعلم فإن هذة الفكرة غالبًا ما يُعتقد بها من قِبل الأشخاص الذين لديهم آراء مناهضة للعلوم.
- الخوف من الآثار الجانبية

يمكن أن يكون لمجموعة كبيرة ومتنوعة من الأدوية الصيدلانية آثار جانبية مُفجعة، ولأن الكثير من الناس يخشون عمليات الجراحة والعواقب المترتبة عليها، فإنهم قد يختارون الابتعاد عن هذة العلاجات الشائعة.
- التكلفة

هناك بعض الأشخاص الذين يجدون صعوبة في تحمل تكلفة العلاج التقليدي، ولذلك فإنهم يسعون لطرق بديلة أرخص ثمنًا، وهنا غالبًا ما يوزِّع الممارسون غير التقليديين العلاج بتكلفة زهيدة، ومع الوقت يزداد تفاقم الوضع نظرًا لانخفاض إمكانية الوصول إلى الرعاية الصحية السليمة.
- اليأس

الأشخاص الذين يعانون من مرض خطير أو مرض العضال، أو أولئك الذين أُخبروا من قِبل طبيبهم المعالج أنَّ حالتهم «لا يُمكن علاجها» ربما يتفاعلون مع هذا الأمر بالبحث عن العلاج بطريقة ما أو بآخرى، متغاضين عن نقص الأدلة العلمية التي تُبرهن ما إذا كانت لها فاعلية من عدمها، أو فوق هذا كله أنها قد تُمثل خطورة بالغة على حياتهم. وقد يتفاقم اليأس نتيجة الافتقار لوجود رعاية تلطيفية غير علاجية ورعاية مرحلة الاحتضار. وفي هذا السياق فقد ظهرت نداءات بين عامي 2012 و 2018 بشأن مواقع التمويل الجماعي في المملكة المتحدة لعلاج السرطان باستخدام مكون صحي بديل، وقُدر المبلغ المُجمع بقيمة 8 ملايين جنية إسترليني. ويُوصف هذا بأنه «تدفق جديد ومربح من الإيرادات بالنسبة إلى المشعوذين والمخادعين الذين يفترسون الضعفاء.»   
- المكابرة

وذلك حينما يؤيد الناس أو يدافعوا عن علاج ما، فقط لأنهم استثمروا وقتهم وأموالهم فيه، وبالتالي قد يُصبحون مُترددين أو يشعرون بالحرج بشأن الاعتراف بعدم فاعليته، ولهذا السبب فإنهم ينصحون غيرهم بذات العلاج رغم كونه عديم القيمة.
- التزوير

يقوم بعض ممارسي الطب - رغم إدراكهم التام بانعدام فاعلية أدويتهم - بصُنع دراسات علمية ونتائج لإختبارات طبية مُزوَرة؛ لكي تضع المُستهلِك في حيرة من أمره بالنسبة لفاعلية العلاج الطبي.

## روابط خارجية
- Chisholm, Hugh, ed. (1911). "Quack" . Encyclopædia Britannica (بالإنجليزية) (11th ed.). Cambridge University Press.
- دجل على مشروع الدليل المفتوح
- Medline Plus – entry on Health Fraud
- How to Spot Health Fraud Article from the Food and Drug Administration
- 'Miracle' Health Claims: Add a Dose of Skepticism Article at the Federal Trade Comiision
- Museum of Questionable Medical Devices – Science Museum of Minnesota
- "Quackery." Handbook of Texas.